# 순천 선암사 선각국사 도선 진영
순천 선암사 선각국사 도선 진영(順天 仙巖寺 先覺國師 道詵 眞影)은 전라남도 순천시 승주읍 선암사에 있는 조선시대의 초상화이다. 2006년 12월 29일 대한민국의 보물 제1506호로 지정되었다.

## 개요
도선국사(827년-898년)는 신라말기에 활동한 선승으로, 남쪽지역의 비보사찰(裨補寺刹)로 '巖'자가 들어가는 세 절인 삼암사(三巖寺)의 하나로 선암사를 중창하였다. 도선국사진영은 두 발을 받침대 위에 올려놓은 의좌상(椅坐像)으로, 오른손에는 주장자를 세워 들고 있다. 옷주름의 표현이 특이한데 녹색장삼은 색의 농담(濃淡)으로, 붉은 가사의 옷 주름은 먹선과 흰선을 중첩하여 표현하고 있다.
화기에 따르면 1805년에 도일비구(道日比丘)가 선암사 대각국사(보물 제1044호) 진영과 함께 중수한 것으로, 이 두 진영은 유사한 화풍을 보여주고 있다. 현존하는 고승진영 가운데 비교적 조성연대가 올라가는 작품으로, 함께 중수된 대각국사진영(大覺國師眞影)이 보물 제1044호로 지정된 바 있다.

## 같이 보기
- 도선국사

## 참고 자료
- 순천 선암사 선각국사 도선 진영 - 국가유산청 국가유산포털